# Ivan Car
Ivan Car (Bedekovčina, Sovinjak oko 1890. - ?) narodni samouki glazbenik i graditelj glazbala, voditelj tamburaškog društva.

### Počeci glazbenog rada
Ivan Car već prije prvog svjetskog rata ima svoju tamburašku skupinu koja svira po svadbama, a za bistričkih proštenja zabavlja 'romare' u Mariji Bistrici.
Sa znanjem postolarskog zanata otvara 1927.radionicu za izradu glazbala u Bedekovčini. Svoje uradke; tambure, bisernice, bugarije i bajsove; Car prodaje u Zagrebu u dućanu  Kod Kovačića u Ilici kod Oktogona. Tu Ivan Car kupuje Prvu horvatsku vježbenicu za tamburu i na glazbala sa žicah, kao i druge potrebne vježbenice.
1928. osnovano je u Bedekovčini Prosvjetno društvo Magdalenić s više sekcija. Voditelj društva (i dirigent tamuraškog sastava) je bio Ivan Car,obrtnik,  a tu su još Izidor Gregurić-Žiga,trgovac, Pavao Buzjak,gostioničar, Juraj Buzjak,kovinotokar, Ivan Čajko, trgovac, Josip Buzjak,pekar, Pavao Gregurić,stolar, Karlo Gregurić,trgovac i Gabro Skozrit,tesar.
Tamburašku sekciju sačinjavali su Ivan Car vođa i dirigent - bisernica, a kontašicu svira njegov sin Alojz Car. Prvi brač je Juraj Buzjakov, a brat mu Josip svira drugi brač, Maks Komarov treći brač, a Ljudevit Buzjak čeloviću. Prva bugarija je Ivanova kći Zlata Car, a druga Ćiril Jurec, dok je bajs u rukama Anđele Car snahe Buzjakovih.
1930. mjesto dobiva mješoviti zbor s petnaest muških i dvanaest ženskih glasova. Prvi dirigent je bio Josip Buzjak.
Vjekoslav Mutak, rodom iz Velkog Komora blizu Mača, dirigent tamburaškog društva Ivan Zajc iz Zagreba 1933. godine zamjetio je Bedekovčanske tamburaše i osigurao im nastupe na radio postaji Zagreb. Vjekoslavu Mutaku pridružuju se Rudolf Matz osnivač Komornog gudačkog sastava u Zagrebu i Josip Andrić muzikolog i etnograf.
Zahvaljujući Mutaku, Matzu i Andriću,  pouku iz dirigiranja u Zagrebu su dobili Josip Buzjak i Alojz Car sin Ivana Cara.

### Nastupi
1930. Kruševac, Srbija
1935. radio postaja Zagreb
1936. Zagreb dvorana Hrvatskog sokola
1936. Varaždin
1940. Split